# Nothobranchius guentheri
Nothobranchius guentheri, med handelsnamnen Günthers notho, rödstjärtad notho och  Günthers killi, är en 5,5 till 6,3 cm lång färgglad killifisk tillhörande släktet Nothobranchius. Den förekommer endemiskt i små tillfälliga vattendrag och vattensamlingar på ön Zanzibar vid Östafrikas kust utanför Tanzania. Här råder stor skillnad mellan regnperiod och torrperiod, och allt flytande vatten försvinner under torrtiden. Då dör alla vuxna individer av fisken, och arten överlever endast genom att deras ägg kan genomgå en så kallad diapaus, under vilken de ligger vilande i lera eller jord, och klarar torkan. Denna diapaus är nödvändig, och om äggen istället ligger i vatten så utvecklas de inte, utan dör efter tre–fyra veckor.

## Akvarieförhållanden
Fisken behöver en temperatur mellan 22 och 26 grader Celsius och kosten bör bestå av levandefoder, även om torrfoder kan gå. Hanarna hos arten är aggressiva, framför allt mot andra hanar av samma art, varför ett så kallat artakvarium passar bäst. I akvariet bör grupper av växter eller rötter bör kombineras med öppna simytor.

## Uppfödning
Denna årstidsfisk gräver ner äggen i bottenmaterialet varefter äggen behöver en 3–4 månader lång diapaus i lätt fuktigt material – gärna torv – innan de åter läggs ner i vatten, och kläcks.